# Lotería (estación)
Lotería es una estación de la Línea 1 del Metro de Panamá, ubicada en la ciudad de Panamá, entre la estación de 5 de Mayo y la estación de Santo Tomás. Inicialmente, la estación no estuvo en el diseño original, y fue inaugurada el 27 de agosto de 2014, cuatro meses después de la inauguración de la línea, y sirve al corregimiento de Calidonia.
Originalmente la estación se llamaría "Marañón", por la proximidad del barrio del mismo nombre; pero en febrero de 2012 fue renombrado para reflejar la proximidad con la sede de la Lotería Nacional de Panamá.
En su primer año de operaciones, la estación de Lotería es la novena más usada en la red, recibiendo al 8% de los pasajeros en hora pico.